# Vanni nilgiriensis
Vanni nilgiriensis is een krabbensoort uit de familie van de Gecarcinucidae. De wetenschappelijke naam van de soort is voor het eerst geldig gepubliceerd in 1931 door Roux.